# Podmiot powiązany
Zgodnie z ustawą z dnia 15 lutego 1992 r. o podatku dochodowym od osób prawnych (Dz.U. z 2023 r. poz. 2805) za podmiot powiązany uważa się:
1. Podatnik mający siedzibę (zarząd) na terytorium Rzeczypospolitej Polskiej, zwany dalej „podmiotem krajowym”, bierze udział bezpośrednio lub pośrednio w zarządzaniu lub kontroli albo posiada udział w kapitale przedsiębiorstwa położonego za granicą, albo
2. Osoba fizyczna lub prawna mająca miejsce zamieszkania albo siedzibę (zarząd) za granicą, zwana dalej „podmiotem zagranicznym”, bierze udział bezpośrednio lub pośrednio w zarządzaniu lub kontroli albo posiada udział w kapitale podmiotu krajowego, albo
3. Te same osoby prawne lub fizyczne równocześnie, bezpośrednio lub pośrednio, biorą udział w zarządzaniu lub kontroli albo posiadają udział w kapitale podmiotu krajowego i podmiotu zagranicznego
4. Między podmiotami lub osobami pełniącymi w nich funkcje zarządzające, nadzorcze albo kontrolne istnieją powiązania o charakterze rodzinnym, kapitałowym, majątkowym lub wynikające ze stosunku pracy. Związek ten ma miejsce także, gdy którakolwiek z wymienionych osób łączy funkcje zarządzające, nadzorcze lub kontrolne w podmiotach

- Przy czym przez pojęcie powiązań rodzinnych, rozumie się małżeństwo oraz pokrewieństwo lub powinowactwo do drugiego stopnia.
- Przez pojęcie powiązań kapitałowych, o których mowa w ust. 5, rozumie się sytuację, w której jedna z osób lub jeden z kontrahentów posiada lub dysponuje, bezpośrednio lub pośrednio, prawem głosu wynoszącym co najmniej 25% wszystkich praw głosu.

Przedsiębiorstwa powiązane oznaczają przedsiębiorstwa, które pozostają w jednym z poniższych związków:
- przedsiębiorstwo ma większość praw głosu w innym przedsiębiorstwie w roli udziałowca/akcjonariusza lub członka;
- przedsiębiorstwo ma prawo wyznaczyć lub odwołać większość członków organu administracyjnego, zarządzającego lub nadzorczego innego przedsiębiorstwa;
- przedsiębiorstwo ma prawo wywierać dominujący wpływ na inne przedsiębiorstwo na podstawie umowy zawartej z tym przedsiębiorstwem lub postanowień w jego statucie lub umowie spółki;
- przedsiębiorstwo będące udziałowcem/akcjonariuszem lub członkiem innego przedsiębiorstwa kontroluje samodzielnie, na mocy umowy z innymi udziałowcami/akcjonariuszami lub członkami tego przedsiębiorstwa, większość praw głosu udziałowców/akcjonariuszy lub członków w tym przedsiębiorstwie[1].